# یهودا اشلگ
یهودا لیب هالوی اشلگ (عبری: יְהוּדָה לֵיבּ הַלֵּוִי אַשְׁלַג) (انگلیسی: Yehuda Leib Ha-Levi Ashlag) همچنین معروف به بعل هسولام یکی از رهبران روحانی یهودی ارتدوکس و کابالیست می‌باشد.

## زندگی
بعل هسولام در سال ۱۸۸۴ در لهستان به دنیا آمد. در سن ۱۹ سالگی، بزرگترین راوها، او را بسمت راوی پذیرفته و بمدت ۱۶ سال به عنوان آموزگار و عالم دین، در ورشو مشغول به خدمت بود. معلم او راو یهوشوع از شهر پورسوو بود. در سال ۱۹۲۱ بعل هسولام مهاجرت نموده و در قسمت قدیمی شهر اورشلیم مسکن گزید. نام او توسط یهودیانی که از لهستان آمده بودند بسرعت در زبان‌ها افتاده و همه او را به عنوان عالم بزرگ علم کابالا شناختند. کم‌کم گروهی از شاگردان در ساعات نیمه شب برای آموزش کابالا به او پیوستند. از قسمت قدیمی شهر، بعل هسولام به منطقه "تپه‌های شاعول" نقل مکان نموده و چندین سال راو آن منطقه بود.
درسالهای ۱۹۲۸–۱۹۲۶ بعل هسولام در لندن اقامت گزید. درآنجا او تفسیر کتاب "پانیم مئیروت" و "پانیم مسبیروت" از کتاب "درخت زندگی" اثر "اری مقدس" را به قلم نگارش درآورد، که در سال ۱۹۲۷ به چاپ رسید. بعلاوه در آن زمان با شاگردان خویش نیز مکاتبه می‌نمود. در طی سال ۱۹۳۳ مقاله‌های "متن تورا" ("اعطای تورات") و "عراووت" ("ضمانت") و "هشالوم" ("صلح") را نیز به انتشار درآورد.
کتاب "تلمود عسر سفیروت" بنا بر نوشته‌های "اری مقدس"، و تفسیر کتاب "هسولام" (نردبان) از کتاب زوهر، دو اثر مهم و اصلی اوست که ثمرهٔ سال‌ها تلاشهای او است. در سال ۱۹۳۷ شانزده بخش "تلمود عسر سفیروت" را به چاپ رساند. در سال ۱۹۴۰ کتاب او بنام "بیت شعر هکوانوت" ("دروازه خانه نیت‌ها") به چاپ رسید. این کتاب شامل تفسیر "اور پاشوت" ("نور ساده") ، منتخبی از نوشته‌های "اری مقدس" است. بین سال‌های ۱۹۵۴–۱۹۵۳ تفسیر "هسولام" در مورد کتاب "زوهر" را در ۱۸ جلد به چاپ رساند. پس از آن "بعل هسولام" سه جلد کتاب دیگر در تفسیر "زوهر جدید" نوشت. چاپ این کتاب‌ها در سال ۱۹۵۵ پس از آنکه دار فانی را وداع نمود به اتمام رسید.
در مقدمه کتاب زوهر، بعل هسولام چنین می‌نویسد:
"این تفسیر را به نام " سولام " (نردبان) خواندم زیرا وظیفهٔ تفسیر من، به مانند وظیفهٔ هر نردبانی است، که اگر مکان والایی سرشار از تمام نیکی‌ها در مقابلتان باشد، در راه پیشرفت، هیچ کمبودی نخواهید داشت بجز داشتن "نردبان" که از آن بالا روید، و آنگاه تمام نعمت‌های دنیا در دست شما قرار خواهند گرفت".
بعل هسولام سلسله مقدماتی برای آمادگی شاگردان نوشت، که در راه آموزش صحیح علم کبالا، به آنها کمک می‌نمود. در میان آنها، می‌توان کتاب "مقدمهٔ کتاب زوهر"، " دیباچه علم کبالا"، "مقدمه تفسیر سولام"، " مقدمه کلی درخت زندگی" و "مقدمه عسر سفیروت" را نام برد.
در سال ۱۹۴۰، بعل هسولام روزنامه "اوما" را به چاپ رساند. در آخرین سالهای عمر خود، "نوشته‌های نسل آخر" را نوشت، که در آن سیستم‌های جامعه‌های گوناگون را مورد تحقیق و بحث قرار داده، حتی جزئیات کلی برای ساختمان اصلاح شدهٔ جامعهٔ آینده به تفسیر گذارد.

## سیاست
بنگوریون، آنطور که در یکی از نامه‌هایش اشاره می‌کند، با راو اشلگ ملاقات متعددی داشته و این ملاقات‌ها برایش بسیار جالب بوده و اینطور نقل می‌کند: "من می‌خواستم با او در باره کابالا صحبت کنم و او می‌خواست با من در مورد سوسیالیزم گفتگو داشته باشد".
در واقع تمایل نزدیکی بعل هسولام به رهبران حزب کارگر حیرت‌انگیز بود، زیرا بین او و آن‌ها تفاوت ظاهری و تفاهمی فراوانی دیده می‌شد؛ ولیکن هنگامیکه عمیقاً در نوشته‌های او نظر می‌افکنیم، درمی یابیم که او فردی دانشمند و دارای دیدی وسیع در بسیاری از علوم بود.